# BVV in het seizoen 1954/55
Het seizoen 1954/1955 was het eerste jaar in het bestaan van de Bossche betaaldvoetbalclub BVV. De club kwam uit in de Eerste klasse D en eindigde daarin op de 6e plaats, dit betekende dat de club in het nieuwe seizoen uitkwam op het hoogste voetbalniveau.

## Wedstrijdstatistieken

### Eerste klasse D(afgebroken)
|       | EBOH  | Excelsior | Hermes DVS | Kerkrade | Limburgia | NAC   | PSV | RBC   | Sittardia | VVV   | Willem II | Xerxes |
| ----- | ----- | --------- | ---------- | -------- | --------- | ----- | --- | ----- | --------- | ----- | --------- | ------ |
| Thuis | 4 – 0 | –         | 2 – 1      | –        | –         | 2 – 1 | –   | 3 – 1 | –         | 4 – 2 | –         | –      |
| Uit   | –     | 0 – 3     | –          | 1 – 2    | 3 – 1     | –     | –   | –     | 3 – 3     | –     | 4 – 1     | –      |

### Eerste klasse D
|       | AGOVV | Ajax  | Be Quick | D.F.C. | Eindhoven | De Graafschap | HVC   | RBC   | Sportclub Enschede | De Volewijckers | VSV   | VVV   | Xerxes |
| ----- | ----- | ----- | -------- | ------ | --------- | ------------- | ----- | ----- | ------------------ | --------------- | ----- | ----- | ------ |
| Thuis | 2 – 1 | 0 – 0 | 1 – 2    | 2 – 1  | 1 – 1     | 2 – 1         | 1 – 0 | 0 – 2 | 5 – 2              | 4 – 4           | 2 – 1 | 2 – 1 | 5 – 2  |
| Uit   | 0 – 3 | 4 – 1 | 0 – 1    | 1 – 4  | 1 – 0     | 3 – 1         | 1 – 0 | 1 – 1 | 2 – 1              | 3 – 1           | 1 – 2 | 4 – 0 | 0 – 0  |

## Statistieken BVV 1954/1955

### Eindstand BVV in de Nederlandse Eerste klasse C 1954 / 1955
| Stand | Gespeeld | Gewonnen | Gelijk | Verloren | Punten | Doelpunten voor | Doelpunten tegen |
| ----- | -------- | -------- | ------ | -------- | ------ | --------------- | ---------------- |
| 6e    | 26       | 12       | 5      | 9        | 29     | 42              | 39               |

### Eindstand BVV in de Nederlandse Eerste klasse D 1954 / 1955 (afgebroken)
| Stand | Gespeeld | Gewonnen | Gelijk | Verloren | Punten | Doelpunten voor | Doelpunten tegen |
| ----- | -------- | -------- | ------ | -------- | ------ | --------------- | ---------------- |
| 3e    | 9        | 6        | 1      | 2        | 13     | 22              | 16               |

### Topscorers
| #      | Naam              | Goal |
| ------ | ----------------- | ---- |
| 1.     | Max van Beurden   | 12   |
| 2.     | Piet van Overbeek | 10   |
| 3.     | Wim Heijmans      | 6    |
| 3.     | Henk Quaadvliet   | 6    |
| 5.     | Nees Kerssens     | 3    |
| 5.     | Ben Klerks        | 3    |
| 7.     | Wim Heijmans      | 1    |
| 7.     | Freddy Mees       | 1    |
| Totaal | Totaal            | 42   |

| #      | Naam              | Goal |
| ------ | ----------------- | ---- |
| 1.     | Piet van Overbeek | 7    |
| 2.     | Max van Beurden   | 4    |
| 2.     | Henk Quaadvliet   | 4    |
| 4.     | Wim van Hintum    | 3    |
| 5.     | Hendrik Emans     | 2    |
| 6.     | Giro Engel        | 1    |
| 6.     | Ben Klerks        | 1    |
| Totaal | Totaal            | 22   |